# Chimène
Chimène ou Le Cid è una tragédie (lyrique) in 3 atti di Antonio Sacchini, su libretto di Nicolas-François Guillard andata in scena a Fontainebleau il 16 novembre 1783. Il soggetto dell'opera è ispirato alla tragicommedia, Le Cid, di Pierre Corneille, ed indirettamente all'epica spagnola del Cantar de mio Cid (XII secolo) ed ai drammi di Guillén de Castro y Bellvís, Las mocedades del Cid. Comedia primera e Comedia segunda (1605-1615).

## I precedenti
Sacchini si era già accostato al soggetto del Cid Campeador due volte. La prima occasione era stata a Roma, nella stagione di Carnevale del 1769, quando, sotto il titolo de Il Cidde, aveva messo in musica un libretto di Giovacchino Pizzi in precedenza già utilizzato da Piccinni, e che sarebbe rimasto in auge per almeno un altro decennio. Protagonista dell'opera era stato il soprano castrato, allora sulla cresta dell'onda, Tommaso Guarducci. Una volta trasferitosi a Londra, Sacchini aveva ripreso in mano il soggetto per il suo esordio inglese (Il Cid, 1773), utilizzando una rielaborazione del libretto di Pizzi effettuata da Giovanni Gualberto Bottarelli, poeta ufficiale del King's Theatre, la quale includeva nuove scene spettacolari, in particolare "una marcia trionfale, cori e balletti, intese a tener desto l'interesse in un pubblico che conosceva poco l'italiano". Protagonista dell'opera era stato, in questa seconda occasione, un altro dei grandi castrati dell'epoca, Giuseppe Millico, il quale, una volta rientrato in Italia, sponsorizzò una seconda messa in musica dello stesso libretto di Bottarelli da parte di Giovanni Paisiello, a Firenze, nel 1775.
Trasferitosi da Londra a Parigi nel 1781, e riuscito faticosamente ad esordire all'Opéra nel gennaio del 1783 con il Renaud, Sacchini si risolse, per la sua seconda opera francese, a riprendere in mano il soggetto del Cid Campeador, questa volta su un nuovo libretto, intitolato Chimème, preparatogli da colui che doveva diventare il suo poeta di riferimento a Parigi, Nicolas-François Guillard. "Come ci si poteva aspettare, - rileva Dennis Libby in proposito - questo libretto [era quello ad avere] la più stretta somiglianza con la tragedia di Corneille, nel mentre esso veniva incontro al gusto francese per cori e balletti". Secondo Lajarte, "Chimène era, ad esser precisi, una traduzione, e non un'opera nuova", mentre Pitou scrive direttamente che "essa era stata messa in scena a Roma e a Londra precedentemente alla sua prima parigina". In effetti vale per Chimène ciò che è stato accertato anche per il Renaud rispetto alle precedenti Armida (Milano e Firenze, 1772) e Rinaldo (Londra, 1780), e cioè che, al di là delle frequenti illazioni circa un presunto rapporto di filiazione progressiva tra i vari lavori cronologicamente successivi, "paiono non esserci interrelazioni musicali di qualsiasi sostanza tra le tre opere ciddiane di Sacchini, anche se ciò non può essere asserito con assoluta certezza non essendo l'edizione londinese sopravvissuta nella sua interezza (ne furono [comunque] pubblicati estratti insolitamente ampi)".

## Le vicende storiche dell'opera
La gestazione della seconda opera parigina di Sacchini va collocata nel quadro della lotta delle fazioni che animava allora il mondo musicale francese, in una sorta di ripresa, a tempo scaduto, della Querelle des Bouffons di un paio di decenni prima. Le ostilità erano state aperte, a metà degli anni '70, degli italofili avversari della musica teutonica di Gluck, i quali erano riusciti ad attirare a Parigi uno dei campioni della scuola napoletana, Niccolò Piccinni, praticamente coetaneo, compagno di studi e persino collaboratore, agli inizi, di Sacchini. La battaglia tra i due partiti, "gluckisti" e "piccinnisti", era continuata fino al 1779, quando Gluck, di fronte al fiasco del suo Echo et Narcisse, aveva deciso di riparare provvisoriamente a Vienna; dopodiché, le ostilità avevano continuato a covare sotto la cenere. L'arrivo di Sacchini a Parigi, nel 1781, era stato caldeggiato dallo stesso Piccinni che vedeva in lui un naturale alleato, ma il vuoto lasciato sul campo dal musicista tedesco, le trame dei nemici di Piccinni, la suscettibilità e il bisogno di denaro di Sacchini avevano finito per mettere inevitabilmente in competizione anche i due italiani, ed una specie di terzo partito musicale si era allora affacciato sulla scena parigina: i "sacchinisti", «sorta di gluckisti moderati, i quali, come disse argutamente Grimm, avevano aderito alla nuova setta solo per invidia nei confronti di Piccinni. Con la sua irresolutezza e debolezza, Sacchini arrivò solo a mettersi contro l'uno e l'altro partito senza riuscire ad farsi benvolere da alcuno dei due; ed al momento della lotta li ebbe entrambi contro».
Nella stagione operistica che l'Académie Royale e la Comédie Italienne avevano avuto mandato di organizzare congiuntamente per l'autunno del 1783 a corte, nel Castello di Fontainebleau, era già da tempo prevista la rappresentazione di un'opera nuova di Piccinni, la Didon, e Sacchini si fece convincere ad affrettare la composizione del secondo dei tre lavori previsti dal contratto con l'Opéra, e per il quale, come già detto, venne prescelto come soggetto quello ispirato alla tragedia Le Cid di Corneille. I due melodrammi vennero messi apertamente in competizione: «Didon doveva essere rappresentata il 16 [ottobre] e Chimène il 18 novembre 1783. Per meglio comunque parificare le chance, la Saint-Huberty [primadonna dell'Opéra] doveva ricoprire i ruoli del titolo in entrambe le opere ... per ciascuna [delle quali] erano state previste due rappresentazioni». La Didon, probabilmente il capolavoro di Piccinni in ambito serio, risultò un trionfo, mentre Chimène ebbe più che altro un successo di stima e fu rappresentata una sola volta delle due previste, perché il «re in persona, che pure non era certo un melomane, volle riascoltare Didon una terza volta. "Quest'opera - diceva - mi fa l'effetto di una bella tragedia".» Come che fu, sia Piccinni che Sacchini furono «presentati al re, e, siccome si era appena accordata al primo una pensione di seimila lire, anche al secondo ne fu attribuita una eguale; Sacchini [ebbe], in più del suo emulo, il prezioso onore di essere presentato al re dalla regina medesima», la quale era in effetti la sua grande patrona, avendo lui probabilmente occupato nel suo cuore il posto che era stato del suo grande maestro di gioventù, Gluck, ora lontano da Parigi.
Non sempre il giudizio della corte corrispondeva però a quello del pubblico parigino, e molti aspettavano al varco le successive rappresentazioni all'Opéra, ospitata all'epoca nella Salle du Théâtre de la Porte-Saint-Martin, nella speranza di in un eventuale riscatto dell'opera sacchiniana, dalla quale la stessa primadonna Saint-Huberty era stata rapita al punto da definirne "incantatrice" la musica. Tuttavia, questo riscatto non si verificò appieno, né possono essere chiamate a giustificazione le difficoltà speciose create dal Comitato dell'Académie Royale, che portarono ad un rinvio fino al 9 febbraio 1784 della messa in cartellone del lavoro (la Didon, invece veniva programmata regolarmente dal 1º di dicembre e la Saint-Huberty fu addirittura incoronata in scena il 16 gennaio), e neanche quelle reali connesse con un'indisposizione della primadonna, che costrinsero ad una nuova interruzione del regolare corso delle rappresentazioni fino al 27 febbraio, quando la stessa regina si ripresentò in teatro. Certo, il successo fu franco ed anche duraturo: l'opera fu data 21 volte nel 1784 e fu poi ripresa altre trentacinque volte prima della sua definitiva uscita dal repertorio nel 1808, ma la vita della Didon si prolungò ben oltre, fino al 1826, godendo di un totale di duecentocinquanta rappresentazioni. Essa ha potuto vantare almeno una rilevante ripresa moderna da parte del Petruzzelli di Bari, fin dal 2001, e una corrispettiva registrazione discografica. Invece, solo all'inizio del 2017 la Chimène è riuscita a tornare in palcoscenico, grazie a una produzione della compagnia francese Arcal (Atelier de recherche et de création pour l'art lyrique), che ha girato per qualche mese nell'Île-de-France (Théâtre de Saint-Quentin-en-Yvelines di Montigny-le-Bretonneux, Opéra de Massy e Théâtre Roger Barat di Herblay-sur-Seine), riscuotendo un significativo successo di critica, sia come opera in sé, sia come allestimento..

## Soggetto
La scena si finge alla corte di Castiglia, durante l'undicesimo secolo, nella prima fase della Reconquista.

### Antefatto
Il libretto non fa alcun cenno all'antefatto, per cui ci si può riferire alla tragicommedia di Corneille. Il giovane Rodrigo e la bella Chimène si amano, ma i loro padri sono in contrasto tra loro per questioni di potere. Schiaffeggiato dal genitore della ragazza e troppo vecchio per lavare l'onta personalmente, Don Diego chiede al figlio Rodrigo di farlo al suo posto. Questi è fieramente combattuto tra il richiamo dell'amore e quello dell'onore, ma, alla fine, decide di non sottrarsi all'appello del padre, affronta in duello il tanto ambìto futuro suocero e l'uccide, con sua grande disperazione.

### Atto primo
Chimène è sola in una sala della reggia ed è dilaniata dalle diverse passioni, l'amore, la vendetta, l'onore, ma promette alla memoria del padre ucciso che lo vendicherà (scena 1). La ragazza viene raggiunta dal re che cerca di consolarla, come se fosse la figlia che ha perduto: egli dichiara il proprio attaccamento per il suo defunto genitore, ma rivela anche la stima che tutti hanno per Rodrigo, il solo in grado di prenderne il posto alla testa della lotta contro i Mori. Cionondimeno, il re le promette di catturare e punire l'assassino di suo padre (scena 2). Restata sola con le sue donne, Chimène rivela loro l'enorme, inestinguibile amore che continua a provare per l'assassino di suo padre: ella lo amava e lo adorava prima del duello funesto, e, ora che la sorte li ha divisi, la sua speranza è morta, ma il suo amore rimane intatto. Ella comunque seguirà quello che l'onore le comanda e più amerà Rodrigo, più cercherà di punirlo (scena 3). La scena successiva è occupata da un drammatico duetto tra Chimène e il sopraggiunto Rodrigo: questi offre il suo petto all'amata e chiede da lei la morte, ma ella non riesce a tener fede al suo impegno di vendetta e i due si lasciano nella disperazione (scena 4). Restato solo Rodrigo fa propositi di morte (scena 5), finché non viene sorpreso dal padre e dal seguito di questi, ed invitato a marciare contro l'esercito dei Mori che ha appena posto l'assedio alla città ed a morire, se mai, nobilmente, per il suo paese e per il suo re. Rianimato dalle parole del padre, Rodrigo si impegna a combattere ed il primo atto si chiude con un coro marziale (scena 6).

### Atto secondo
In un ampio cortile della reggia il popolo è in preda al terrore per l'arrivo dei Mori (scena 1), ed il re cerca di rassicurarlo invitando a cercare asilo nel palazzo, quando improvvisamente si intendono delle grida inaspettate di vittoria (scena 2). Un araldo entra allora in scena e descrive nei dettagli l'avvenuta totale disfatta dei Mori, introducendo lo stuolo dei nemici fatti prigionieri, tra cui due re (scena 3). Al sovrano che chiede di chi sia il merito della vittoria, un ufficiale annuncia che Don Diego vuole condurlo egli stesso alla sua presenza: il re comprende che si tratta di Rodrigo, il quale viene acclamato come salvatore da tutto il popolo presente (scena 4). Rodrigo viene quindi introdotto dal padre e accolto tra le braccia del monarca, al quale dichiara che, disperato per la tragedia che lo ha diviso da Chimène, aveva cercato la morte, ma l'aveva voluta cercare sul campo dell'onore lottando per il suo re. Il re cerca di consolarlo presagendo un possibile ripensamento dell'ancor innamorata ragazza di fronte al grande valore dimostrato dal suo amato. La scena si chiude in cori e danze di vittoria, durante i quali Rodrigo viene proclamato el Cid (scena 5). Al termine dei festeggiamenti rientra in scena Chimène che, appreso delle gesta di Rodrigo, teme per la sua vendetta: il re in effetti vorrebbe dichiarare Rodrigo al di sopra delle leggi, ma gli altri cavalieri si oppongono offrendo a Chimène di sfidare in suo nome el Cid in una sorta di giudizio di Dio. Si oppone anche il malaccorto Don Diego che, in nome dell'onore, rilancia il figlio sul campo di battaglia per l'ennesima volta. Di fronte alla richiesta generale, il re si piega e consente a Chimène di accettare l'offerta di Don Sancio, altro cavaliere innamorato di lei, di rappresentarla nell'agone. Il re pone però la condizione, nella costernazione della donna, che ella accetti la mano di colui che risulterà vincitore (scena 6). Il popolo, rimasto solo, eleva un coro augurale per il Cid (scena 7).

### Atto terzo
Scarmigliata e senza pace, Chimène entra in scena seguita da Elvira e dalle altre sue donne, e si dispera sulla scelta maledetta che ha dovuto/voluto compiere, ma rifiuta con orrore l'idea che il suo Rodrigo possa venir sconfitto sul campo (scena 1). Rodrigo arriva per un ultimo saluto e le rivela che non oserà mai levare la spada contro chi combatte nel nome di lei, e che si lascerà quindi uccidere, non temendo neanche per il suo onore: la gente dirà soltanto che, conquistato da Chimène, ma senza speranza di piegarla, egli aveva preferito morire che vivere gravato dal peso del suo odio. La reazione di Chimène è degna del grande melodramma: la ragazza implora Rodrigo di evitarle di cadere preda del suo assassino, di evitare che la mano di Sancio, ancor fumante del suo sangue, possa stringere quella tremante di lei, e di sottrarla insomma a possibili legami nuziali che le fanno orrore. "Infine, in questo combattimento dove il mio dovere ti trae - conclude la ragazza - ricordati che Chimène è il premio del vincitore". Rinfrancato dalle parole dell'amata, Rodrigo parte dichiarando la sua volontà di vittoria (scena 2). Rimasta sola con il suo seguito, mentre da lontano si ode la tromba del duello, Chimène si esibisce in una scena della pazzia, nel corso della quale crede di vedere le vicende del combattimento e sviene tra le braccia delle sue dame di fronte all'immagine di Rodrigo ferito a morte (scena 3). Dalle quinte emerge Don Sancio che si avvicina alle donne, ma viene investito dalle invettive di Chimène che lo proclamano esecrabile assassino e gli impediscono di parlare (scena 4). Compare quindi il re con il suo seguito e Chimène si getta ai suoi piedi confessando il suo amore immutato per l'ucciso Rodrigo, ed implorando di risparmiarle l'onta di dover sposare colui che si è macchiato del suo sangue. Ma il re si mostra irremovibile e dichiara vana ogni resistenza da parte della ragazza, invitandola ad accettare di buon grado lo sposo che il suo re oggi le dona (scena 5). Rodrigo entra allora in scena: egli aveva sconfitto Don Sancio, ma gli aveva risparmiato la vita, inviandolo invece ad offrire a Chimène la spada del vincitore, e chiede ora alla donna di accettare questo vincitore come sposo, di sua volontà, e non per dovere di conquista. Chimène, finalmente vinta, si arrende all'amore e l'opera si conclude nel divertissement finale di prammatica, con cori e balli in onore del vincitore dei Mori e della sua sposa (scena 6).

## Personaggi e interpreti

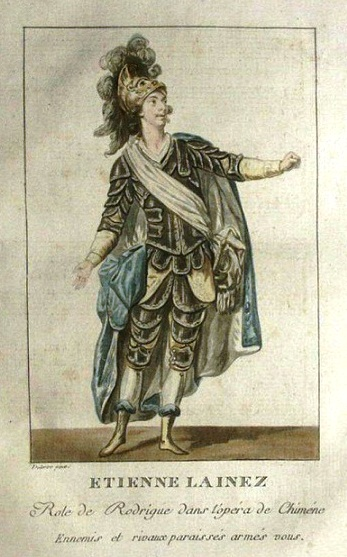
Étienne Lainez, primo tenore
dellAcadémie Royale de Musique,
in costume di scena come Rodrigue
(André Dutertre, stampa, 1786-1789)

| Ruolo | Registro vocale del primo interprete | Cast della prima, 16 novembre 1783 alla presenza dei reali di Francia, Luigi XVI e Maria Antonietta coreografia: Pierre Gabriel Gardel |
| --- | ------------------------------------ | --- |
| Le roi (Il re di Castiglia)                                                                                                | taille/baritono                      | François Lays (o Laïs o Lay) |
| Chimène (Jimena, amante di Rodrigo che le ha però ucciso il padre in duello)                                               | soprano                              | Antoinette-Cécile Saint-Huberty |
| Rodrigue (Rodrigo, El Cid Campeador, condottiero castigliano, amante di Chimème)                                           | haute-contre                         | Étienne Lainez (o Lainé) |
| Don Diegue (Don Diego, padre di Rodrigo)                                                                                   | basso                                | Auguste-Athanase (Augustin) Chéron |
| Don Sanche (Don Sancio, nobiluomo amante e campione di Chimène)                                                            | tenore                               | Jean-Joseph Rousseau |
| Un Herault d'armes (araldo)                                                                                                | basso-cantante                       | Jean-Pierre Moreau |
| Une coriphée (corifea) | soprano                              | Anne-Marie-Jeanne Gavaudan aînée |
| Elvire (Elvira, confidente di Chimène)                                                                                     | soprano                              | M.lle Joinville |
| Une femme de la suite de Chimène (donna del seguito di Chimène)                                                            | soprano                              | Adelaïde Gavaudan cadette |
| Un chevalier (cavaliere)                                                                                                   | tenore                               | Dufrenaye (o Dufresnay) |
| Un officier castillan (ufficiale castigliano)                                                                              | tenore                               | Martin |
| Un coryphée (corifeo) | baritono                             | Louis-Claude-Armand Chardin ("Chardiny")                                                                                               |
| coro |                                      | |
| Balletto - ballerine: Marie-Madeleine Guimard, Peslin, Deligny, Pérignon; ballerini: Pierre Gabriel Gardel, Nivelon, Favre |                                      | |